# Duncan Stewart
Duncan Antonio Stewart Agell (Buenos Aires, 1833 – Montevidéu, 1923) foi um político uruguaio, servindo como presidente interino de seu país, de 1 de março a 21 de março de 1894.

## Biografia
Nascido em Buenos Aires, era filho de um escocês, naturalizado na Argentina, e de uma uruguaia. Apesar de ter dupla nacionalidade (escocesa e uruguaia), conseguiu ser presidente do país e foi Ministro da Economia durante o governo de Lorenzo Batlle. Em 1890 foi eleito Senador. Era membro do Partido Colorado. A sua presidência foi marcada por um período conturbado, e após a posse convocou-se novas eleições, para que a Assembleia Geral elegesse um novo presidente, para o período de 1894-1898. A Assembleia Geral acabou elegendo o colorado Juan Idiarte Borda, que seria assassinado em 1897, antes de terminar o mandato. Faleceu em 1923, em Montevidéu.